# Piano materiale
(Manuale dei Piani, ver. 3.5)
Nel gioco di ruolo Dungeons & Dragons, il Piano Materiale (chiamato anche Primo Piano Materiale), è il piano di esistenza in cui si svolge la stragrande maggioranza delle vicende dei personaggi giocanti, in tutte le ambientazioni tranne quelle di Ravenloft e Planescape.
Nella cosmologia condivisa da Planescape e Spelljammer, vi è un solo Primo Piano Materiale, che contiene molti mondi diversi. In altre cosmologie invece, come quella utilizzata dal Manuale dei Piani, ci sono numerosi piani materiali diversi (la terza edizione del Manuale dei Piani si riferisce esclusivamente al "Piano Materiale" invece che al "Primo Piano Materiale").
Nell'ambientazione Planescape i personaggi che giungono alla città extraplanare di Sigil dal Primo Piano Materiale sono indicati come "i Primi" (in inglese the Primes). A Sigil i "Primi" vengono spesso trattati come esseri inferiori e incapaci sia dagli abitanti di Sigil che da quelli di altri piani.
Le locuzioni "Primo Piano Materiale" e "Piano Materiale" non vengono più usate dalla 4ª edizione del Manuale dei Piani, che si riferisce al piano di esistenza in cui le avventure normalmente si svolgono come al "mondo naturale".